# Wim Volkers
Willem Frederik (Wim) Volkers (Amsterdam, 3 oktober 1899 – Zeist, 4 januari 1990) was een Nederlands voetballer en sportbestuurder.
Hij werd in 1923 door Ajax benaderd om de gelederen te komen versterken. Volkers twijfelde, want hij had het erg naar zijn zin bij de bedrijfsclub van de Heineken Brouwerij waar hij speelde. Maar spijt kreeg hij niet, want hij kreeg direct een basisplaats en werd geselecteerd voor Oranje.
Zijn werkgever Heineken was daar zo trots op dat Volkers een presse-papier met alles erop kreeg, waarin al zijn wedstrijden voor Oranje werden gegraveerd. Door meningsverschillen met Karel Lotsy werden dat er uiteindelijk slechts zeven. Bij Ajax ging het hem echter meer voor de wind.
Als rasechte dribbelaar kreeg Volkers van het publiek al snel de bijnaam 'De Mug'. Hij scoorde in totaal 129 doelpunten voor de club waarvan hij regelmatig als aanvoerder in het veld zou staan. Na zijn actieve carrière volgde hij een trainerscursus en werd hij penningmeester van de club. Hierna volgde hij zelfs voorzitter Marius Koolhaas in 1956 in het bestuur op. De beruchte Bobo Šal-affaire maakte in 1958 een eind aan zijn voorzitterschap, al werd het toenmalige bestuur in die zaak later vrijgepleit.
Wim Volkers bleef zijn hele leven enthousiast Ajax-fan en was regelmatig te vinden bij de wedstrijden en op bijeenkomsten van de zogenaamde 'bordjesclub'. Hij overleed in 1990 op negentigjarige leeftijd.
- Eerste wedstrijd: 16 september 1923 (tegen DFC)
- Aantal competitiewedstrijden: 265
- Aantal doelpunten: 129
- Laatste wedstrijd: 19 april 1936 (tegen Feyenoord)
- Interlands: 7